# 8915 Sawaishujiro
8915 Sawaishujiro este o planetă minoră (asteroid), cu un diametru de 30,135 km, din centura de asteroizi. A fost descoperită pe 27 decembrie 1995 la Observatorul Ōizumi de Takao Kobayashi. 
Obiectul prezintă o orbită caracterizată de o semiaxă mare de 3,9363539 UAi, o excentricitate de 0,05, o înclinație de 3,68938 ° în raport cu ecliptica.